# セルジュ・トマ
セルジュ・トマ（Sergiu Toma、1987年1月29日 - ）は、アラブ首長国連邦の柔道家。モルドバ出身。階級は81kg級。身長179cm。2段。

## 人物
柔道は8歳の時に始めた。2005年のヨーロッパジュニアでは66kg級で優勝した。翌年から73kg級に階級を変更すると、2008年にはフランス国際で優勝するが、北京オリンピックでは初戦で敗れた。その後、階級を81kg級に上げると、2011年の世界選手権では準々決勝でブラジルのレアンドロ・ギルヘイロに有効で敗れたが敗者復活戦を勝ち上がり銅メダルを獲得した。この活躍が評価されて、2011年におけるモルドバの最優秀スポーツ選手に選ばれた。2012年ロンドンオリンピックでは3回戦で日本の中井貴裕に指導3で敗れた。2013年には他のモルドバの柔道選手5名とともにアラブ首長国連邦に国籍を変更しモルドバ柔道連盟もこれに同意した。2014年のグランドスラム・東京では決勝で日本の永瀬貴規にGSに入ってから指導3で敗れた。2016年のリオデジャネイロオリンピックでは準々決勝で永瀬に有効で勝利したが、準決勝で金メダルを獲得したロシアのハサン・ハルムルザエフの前に敗れたが、銅メダルを獲得した。。

## 主な戦績
- 2005年 - ヨーロッパジュニア 優勝（66kg級）
- 2006年 - 世界ジュニア 7位
- 2007年 - ユニバーシアード 3位
- 2008年 - フランス国際 優勝
- 2009年 - グランドスラム・パリ 5位
- 2009年 - グランドスラム・モスクワ 5位
- 2009年 - 世界選手権 7位
- 2010年 - グランドスラム・パリ 5位
- 2010年 - グランプリ・ロッテルダム 3位
- 2011年 - ヨーロッパ選手権 2位
- 2011年 - グランプリ・バクー 5位
- 2011年 - グランドスラム・リオデジャネイロ 5位
- 2011年 - 世界選手権 3位
- 2011年 - グランドスラム・東京 5位
- 2012年 - ワールドマスターズ 5位
- 2012年 - グランドスラム・パリ 3位
- 2013年 - グランドスラム・バクー 3位
- 2013年 - グランプリ・ウランバートル 優勝
- 2013年 - グランプリ・アブダビ 優勝
- 2014年 - グランドスラム・東京 2位
- 2015年 - グランプリ・サムスン 3位
- 2015年 - ワールドマスターズ 3位
- 2015年 - グランプリ・タシュケント 優勝
- 2015年 - グランドスラム・アブダビ 2位
- 2016年 - グランプリ・サムスン 3位
- 2016年 - リオデジャネイロオリンピック 3位
- 2016年 - グランドスラム・アブダビ 優勝

（出典、JudoInside.com）